# ستيف جوردن
ستيف جوردن (بالإنجليزية: Esteban Jordan)‏ هو موسيقي أمريكي، ولد في 23 فبراير 1939 في إلسا في الولايات المتحدة، وتوفي في 13 أغسطس 2010 في سان أنطونيو في الولايات المتحدة بسبب سرطان الكبد.

## وصلات خارجية
- ستيف جوردن على موقع IMDb (الإنجليزية)
- ستيف جوردن على موقع ميوزك برينز (الإنجليزية)
- ستيف جوردن على موقع أول ميوزيك (الإنجليزية)
- ستيف جوردن على موقع ديسكوغز (الإنجليزية)